# Croatie blanche
 (mai 2024).
Si vous disposez d'ouvrages ou d'articles de référence ou si vous connaissez des sites web de qualité traitant du thème abordé ici, merci de compléter l'article en donnant les références utiles à sa vérifiabilité et en les liant à la section « Notes et références ».

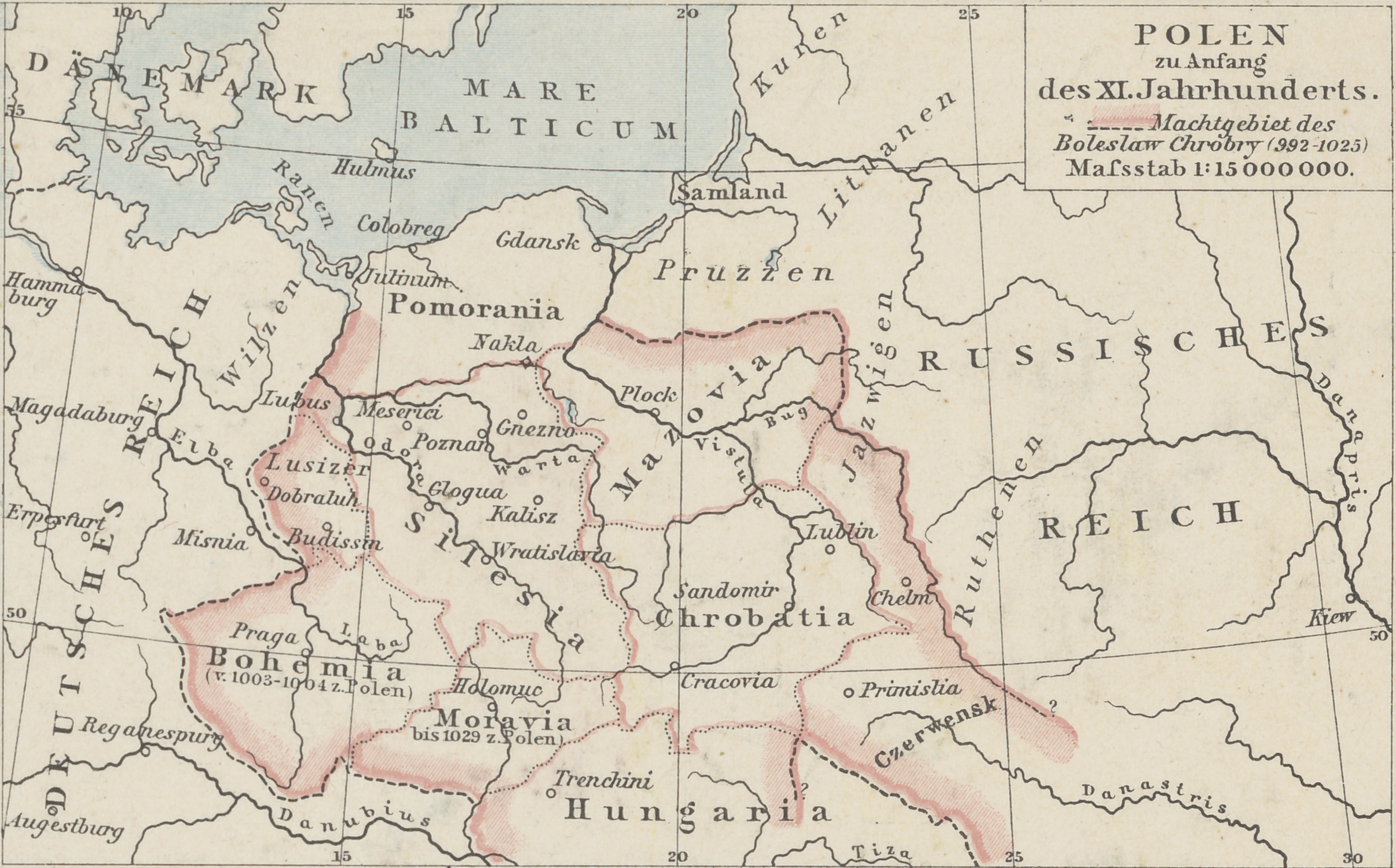
La Croatie blanche (Chrobatia) sur une carte de Pologne en 992-1025

La Croatie blanche (en croate Bijela Hrvatska, en polonais, Biała Chorwacja), également nommée Chrobatie, a été une région s'étendant dans les actuelles Pologne méridionale, Bohême et Slovaquie. La région à l'ouest de la Croatie blanche est connue comme étant la Serbie blanche.
Les tribus croates y habitent environ 300 ans avant de partir s'installer au début du VIIe siècle d'abord dans le nord des Carpates puis dans le nord-ouest de la Péninsule balkanique (actuelle Croatie).
Une principauté de Croatie blanche a toutefois subsisté autour de Cracovie. En 995, des armées tchèques venues de Bohême et de Moravie envahissent l’État de Croatie blanche et détruisent sa capitale Libice. Peu après, les Croates blancs (Bijelohrvati) sont envahis par le nouveau royaume de Pologne. Le dernier dirigeant de l’État de Croatie blanche, Sobjeslav, est tué par les armées polonaises, en 1004, près de Prague.
Les Croates blancs ont conservé, toutefois, une identité ethnique séparée jusqu'à nos jours.
Les princes connus sont :
- Gostomil (milieu du IXe siècle)
- Slavenic (deuxième moitié du Xe siècle)
- Sobjeslav (années 990 à 1004).